# Heterorachis diaphana
Heterorachis diaphana là một loài bướm đêm trong họ Geometridae.